# Jonathan Murphy
Jonathan Michael Murphy (nasceu em 3 de agosto de 1981) é um ator estadunidense. Nascido e criado em Arlington no Texas , começou a atuar em produções teatrais do ensino médio antes de passar para um teatro da comunidade depois da faculdade. Ele apareceu na série da ABC October Road como Ronnie Garrett e se juntou ao elenco da série Wildfire como Calvin Handley na 4 ª temporada. Murphy foi escalado como Chris Skelton na versão estadunidense do curta Life on Mars oposto Harvey Keitel e Jason O'Mara.
Em 2010 parcipou da série House MD como Cotther Macklin na 6ª temporada no episódio "Questão de Escolha".

## Ligações Externas
- Jonathan Murphy. no IMDb.